# Tachty
Tachty (bis 1948 slowakisch „Tajty“; ungarisch Tajti) ist eine Gemeinde in der Süd-Mitte der Slowakei mit 543 Einwohnern (Stand 31. Dezember 2024), die im Okres Rimavská Sobota, einem Kreis des Banskobystrický kraj, liegt und zur Landschaft Gemer gezählt wird.

## Geographie
Die Gemeinde befindet sich im Bergland Cerová vrchovina am Oberlauf der Gortva, die unterhalb des Bergs Teplý vrch (427 m n.m.) entspringt. Der Fluss ist zudem im 24 ha großen Stausee Tachty aufgestaut. In einem Bogen südlich des Ortes verläuft die Staatsgrenze zu Ungarn. Das Ortszentrum liegt auf einer Höhe von 311 m n.m. und ist 23 Kilometer von Salgótarján in Ungarn, 25 Kilometer von Fiľakovo sowie 43 Kilometer von Rimavská Sobota entfernt.
Nachbargemeinden sind Večelkov und Nová Bašta im Norden, Studená im Nordosten, Cered (H) im Osten und Süden, Salgótarján (H) im Westen und erneut Večelkov im Nordwesten.

## Geschichte
Tachty war 1290 eine von mehreren Siedlungen, die rund um die Nikolauskirche im benachbarten Ort Nová Bašta herum standen. Als selbständiger Ort wird es 1399 als Thathyley schriftlich erwähnt, damals als Teil des Herrschaftsgebiets der Burg Hajnáčka beim gleichnamigen Ort. Später war das Dorf Besitz des Geschlechts Tajty. Während der Türkenkriege wurde Tachty Ende des 16. Jahrhunderts und erneut 1683 dem Erdboden gleichgemacht. Wieder besiedelt wurde die Ortschaft um die Mitte des 18. Jahrhunderts. 1828 zählte man 32 Häuser und 292 Einwohner, deren Haupteinnahmequelle Landwirtschaft war.
Bis 1918/1919 gehörte der im Komitat Gemer und Kleinhont liegende Ort zum Königreich Ungarn und kam danach zur Tschechoslowakei beziehungsweise heute Slowakei. Zwischen 1938 und 1944 lag er aufgrund des Ersten Wiener Schiedsspruches noch einmal in Ungarn.

## Bevölkerung
| Jahr                | 1994 | 2004    | 2014    | 2024    |
| ------------------- | ---- | ------- | ------- | ------- |
| Anzahl der Personen | 605  | 556     | 533     | 543     |
| Unterschied         |      | −8,09 % | −4,13 % | +1,87 % |

| Jahr                | 2023 | 2024    |
| ------------------- | ---- | ------- |
| Anzahl der Personen | 541  | 543     |
| Unterschied         |      | +0,36 % |

Gemäß der Volkszählung 2011 wohnten in Tachty 524 Einwohner, davon 494 Magyaren, 9 Slowaken und 4 Roma. 17 Einwohner machten keine Angabe zur Ethnie.
494 Einwohner bekannten sich zur römisch-katholischen Kirche, 4 Einwohner zur Evangelischen Kirche A. B. und 1 Einwohner zu den Zeugen Jehovas. 9 Einwohner waren konfessionslos und bei 21 Einwohnern wurde die Konfession nicht ermittelt.

## Bauwerke
- römisch-katholische Kirche Maria vom Rosenkranz aus dem Jahr 2000

## Verkehr
Nachdem die Slowakei und Ungarn dem Schengener Abkommen im Jahr 2007 beigetreten sind, entstand zwischen Tachty und dem ungarischen Cered eine grenzüberschreitende Straße.
Der Anschluss an die slowakische Straße 2. Ordnung 571 ist 14 Kilometer entfernt.